# Schlenkfles

Een verzameling van diverse typen Schlenkflessen

Een Schlenkfles is een laboratoriumglaswerk dat gebruikt wordt bij zuurstofgevoelige reacties. Naast de gebruikelijke opening is er een extra opening in de fles, die aangesloten kan worden op een gastoevoer (meestal stikstofgas of argon). Dit creëert dan een overdruk, waardoor er een constante gasstroom uit de fles komt wanneer de bovenste stop wordt geopend. Hierdoor krijgt de lucht (en daarmee de zuurstof) niet de kans om de fles binnen te komen, en blijven de chemicaliën in de fles in een beschermende atmosfeer. Wanneer de gastoevoer argon betreft wordt dit effect versterkt door het feit dat de dichtheid van argon groter is dan die van lucht, waardoor deze naar beneden zakt. Hierdoor wordt alle zuurstof nog effectiever geweerd. 
Bij het vullen van een Schlenkfles moet de atmosfeer eerst door een beschermende worden vervangen, anders bestaat de kans dat de chemicaliën direct al met de aanwezige zuurstof reageren. Dit gebeurt met het afwisselend toepassen van een vacuüm en het aanvoeren van een inert gas. Dit wordt enkele malen herhaald, meestal met behulp van een Schlenklijn. 